# Ricardo António da Silva Ferreira
Ricardo António da Silva Ferreira (Caldas da Rainha, 13 de janeiro de 1982), mais conhecido como Ricardo Loja, é um jogador da selecção portuguesa de futebol de praia. Atua como defensor.
É considerado como o melhor jogador de Futsal do Distrito de Leiria da actualidade. Em 2008, conquistou o Campeão Nacional de Futebol de Praia pela equipa do Vitória de Setúbal, tendo sido também eleito o melhor jogador do campeonato.

## Títulos
- Liga Europeia de Futebol de Praia 2007.